# Barkai László
Barkai László (Miskolc, 1958. július 8.–) magyar orvos, gyermekgyógyász, gyermektüdőgyógyász, diabetológus, egyetemi tanár, az MTA doktora. A Miskolci Egyetem Egészségügyi Kar Elméleti Egészségtudományi Intézet igazgatója, a Kassai Safarik Egyetem Gyermekgyógyászati Klinika egyetemi tanára. Korábban a Debreceni Egyetem Gyermekegészségügyi Továbbképző Intézet és a miskolci Gyermekegészségügyi Központ igazgatója. A Miskolci Egyetem Egészségügyi Kar egyik alapítója és dékánja, Észak-Magyarország gyermekgyógyász szakfőorvosa, a Magyar Diabetes Társaság elnöke.
A 2024-es magyarországi önkormányzati választáson független jelöltként indult Miskolc polgármesteri székéért, a DK, az LMP, az MSZP és a Párbeszéd támogatásával. Barkai végül 22,12%-kal a második helyet szerezte meg a Pont Mi és a Fidesz–KDNP jelöltje, Tóth-Szántai József mögött (40,20%).

## Életpályája
Diósgyőri orvos családból származik, édesapja a Vasgyári Kórház szülész-nőgyógyász osztályvezető főorvosa volt. 1976-ban érettségizett a Kilián György (ma Diósgyőri) Gimnáziumban, majd megkezdte orvosi tanulmányait a Debreceni Orvostudományi Egyetemen, ahol 1982-ben szerzett általános orvosi diplomát. Diplomájának megszerzése után Miskolcon a Gyermekegészségügyi Központban (Orvostovábbképző Egyetem, II. Gyermekgyógyászati Tanszék) helyezkedett el és 1986-ban gyermekorvosi szakképesítést szerzett. 1995-ben gyermektüdőgyógyászat, 1996-ban egészségügyi menedzser, 1997-ben diabetológus szakképesítéseket szerzett. Az Orvostovábbképző Egyetem Klinikai és Kísérleti Orvosi Laboratóriumi Intézetben 1990-től MTA aspiráns, majd 1991–1992-ben Ausztráliában, a Sydney Egyetem Gyermekklinikáján (Royal Alexandra Hospital for Children) klinikai kutatási ösztöndíjasként dolgozott.
2000-ben a Gyermekegészségügyi Központ osztályvezető főorvosa, 2001-től a Debreceni Egyetem Gyermekegészségügyi Továbbképző Intézetének (OTE II. Gyermekgyógyászati Tanszék jogutódja) egyetemi docense, ahol 2003-ban az intézet igazgatói posztjára kapott kinevezést. Közben a Miskolcon induló egészségügyi felsőoktatási képzés keretében az elméleti tárgyak gondozására főiskolai tanári felkérést kapott, majd az Elméleti Egészségtudományi Tanszék (később Intézet) vezetőjének nevezték ki. Az időközben létrejött Egészségügyi Karon 2008-ban megválasztották dékánnak, ezt a tisztséget 2013-ig töltötte be. 2010-ben egyetemi tanári kinevezést kapott, 2011-ben a Borsod-Abaúj-Zemplén Megyei Kórház és Egyetemi Oktatókórház oktatási és tudományos igazgatójának nevezték ki. A miskolci egészségügyi intézmények összevonásával a Gyermekegészségügyi Központ intézetként történt megszüntetése okán 2017-ben távozott a kórházból és az egri Markhot Ferenc Oktatókórházban vállalt szakmai vezetői feladatot. 2018-ban meghívták a Kassai Egyetem Orvoskarára a Gyermekklinika egyetemi tanárának.
1994-ben védte meg kandidátusi értekezését, 1999-ben habilitált a Debreceni Egyetemen és 2003-ban megszerezte az MTA doktora címet. 2005-től az MTA Miskolci Területi Bizottság, Gyermek Egészségügyi Bizottság elnöke. 2005-ben Észak-Magyarország gyermekgyógyász- és neonatológiai szakfelügyelő főorvosának nevezték ki, melyet 2013-ig, a szakfőorvosi rendszer megszüntetéséig töltött be. 2006-tól 2011-ig, annak megszüntetéséig, a Nemzeti Egészségügyi Tanács tagja volt, 2006 és 2013 között a Magyar Rektori Konferencia Orvos- és Egészségügyi Bizottság titkári tisztségét töltötte be. A Magyar Diabetes Társaságban 2004 és 2008 között főtitkári, később alelnöki, majd 2012-2016 között az elnöki tisztséget töltötte be.

## Munkássága
Fő kutatási területe a gyermek- és serdülőkori cukorbetegség és annak szövődményei. Vizsgálja a szövődmények gyakoriságát, a genetikai faktorok és a pubertás patogenetikai szerepét, az egyes szövődményformák egymással való kapcsolatát és prognosztikai jelentőségét. Igazolta, hogy a szövődmények bizonyos formáinak kialakulása serdülőkorban felgyorsul. Ezen kutatásai hozzájárulnak a szövődmények patogenezisének, természetes lefolyásának, a korai diagnosztika, a prevenció és intervenció lehetőségeinek jobb megismeréséhez. A hipoglikémia kutatása során kimutatta, hogy a hipoglikémia érzet a cukorbeteg gyermekek jelentős hányadában károsodott, mely a legfiatalabb korosztály számára különös veszélyt jelent a kezelés során. A fizikai teljesítőképesség, valamint az életminőség területén végzett vizsgálatai igazolták, hogy 1-es típusú cukorbeteg gyermekekben és serdülőkben a jobb fizikai teljesítőképesség kedvezően befolyásolja mind az anyagcserét, mind az életminőséget, ami ráirányítja a figyelmet a rendszeres fizikai aktivitás jelentőségére a kezelés során. A metabolikus szindróma területén végzett kutatásai rávilágítottak a kardiometabolikus kockázati tényezők gyakori serdülőkori előfordulására, a pubertáskori inzulinrezisztencia kóroki szerepére. Igazolta, hogy a kockázat alapú diabetes szűrés hatékony lehetőség a diabetes és előállapotainak serdülőkorban történő korai felismerésére.
Munkásságának másik területe a gyermekegészségügy szervezése szempontjából jelentős. Kimutatta, hogy Észak-Magyarország fokozatosan romló gyermekegészségügyi mutatói és a régió kedvezőtlen demográfiai és szocio-ökonómiai paraméterei között szoros kapcsolat áll fenn, a megelőzhető halálokok között a perinatális tényezők és genetikai rendellenességek dominálnak. Felhívta a figyelmet a prenatális genetikai diagnosztika hiányának jelentőségére a régióban, valamint a gyermekkori pszichiátriai megbetegedések növekvő gyakoriságára és az ellátás tartós megoldatlanságára.

## Díjai, elismerései
- Kiváló Munkáért miniszteri kitüntetés (1989)
- Dr. Papolczy Ferenc-díj első helyezés (1991)
- Petényi Géza-díj első helyezés (1993)
- Hetényi Géza pályadíj (2002)
- Debreceni Egyetem kiváló oktató díj (2005)
- Batthyány-Strattmann László-díj (2009)
- Magyar Imre-díj (2012)
- Magyar Tudományos Akadémia MAB Kitüntető Tudományos díj (2012)
- Barta Lajos díj (2015)
- Markhot Ferenc emlékérem (2016)
- Kulin László emlékérem (2017)
- Ferdinand Démant díj (2018)
- Magyar Érdemrend Tisztikeresztje (2019)

## Főbb publikációi
- Investigation of subclinical signs of autonomic neuropathy in the early stage of childhood diabetes (1990)
- Autonomic dysfunction and severe hypoglycaemia in insulin dependent diabetes mellitus (1991)
- Autonóm neuropathia gyermekkori I. típusú (inzulin-dependens) diabetes mellitusban (kandidátusi értekezés, 1993)
- Cardiovascular autonomic dysfunction in diabetes mellitus (1995)
- Physical work capacity in diabetic children and adolescents with and without cardiovascular autonomic dysfunction (1996)
- Peripheral sensory nerve dysfunction in children and adolescents with type 1 diabetes mellitus (1998)
- Enhanced progression of urinary albumin excretion in IDDM during puberty (1998)
- Prospective assessment of severe hypoglycaemia in diabetic children and adolescents with impaired and normal awareness of hypoglycaemia (1998)
- Az 1-es típusú (inzulin-dependens) diabetes mellitus és szövődményeinek gyermekgyógyászati vonatkozásai (akadémiai doktori értekezés, 2001)
- Association of angiotensin converting enzyme DD genotype with twenty-four hour blood pressure abnormalities in normoalbuminuric children and adolescents with Type 1 diabetes (2005)
- Reduced physical fitness in children and adolescents with type 1 diabetes (társszerző, 2012)
- Better cardiorespiratory fitness associated with favourable metabolic control and health-related quality of life in youths with type 1 diabetes mellitus (társszerző, 2013)
- Cardiometabolic risk factors and insulin resistance in obese children and adolescents: relation to puberty (társszerző, 2013)